# Stan wegetatywny
Stan wegetatywny (zespół apaliczny) − stan organizmu pacjenta, w którym jest zachowana przytomność, ale występuje brak świadomości, pełnego kontaktu z otoczeniem. Rdzeń przedłużony funkcjonuje prawidłowo, tzn. zachowane są reakcje odruchowe (np.: reakcje obronne, postawy ciała, regulacja temperatury, krążenie, chory samodzielnie oddycha, trawi podane mu pokarmy). Pacjent nie kontaktuje się jednak ze światem rzeczywistym. Stan ten spowodowany jest uszkodzeniem półkul mózgowych, zapewniających człowiekowi świadomość siebie, otoczenia i kojarzenia. Mózg części osób w tym stanie może reagować na bodźce zewnętrzne w sposób wykrywalny za pomocą funkcjonalnego rezonansu magnetycznego.